# Michael Smidt
Michael Smidt (Aalborg, 4 luglio 1979) è un ex hockeista su ghiaccio danese.

## Carriera

### Club
A partire dal 1995 ha sempre giocato nella massima serie danese, la Superisligaen. In particolare, ha giocato oltre 600 incontri con la maglia dei Rødovre Mighty Bulls (in tre periodi: dal 1995 al 1997, dal 1998 alla metà della stagione 2003-2004, e dal 2005 al ritiro, annunciato nel marzo del 2014), di cui era divenuto capitano sin dalla stagione 2008-2009, e con cui ha vinto un campionato (1998-1999) ed una coppa di Danimarca (2007-2008).
Ha inoltre giocato per una stagione con lo Hvidovre Ishockey (1997-1998) ed una e mezzo con l'AaB Ishockey di Aalborg.

### Nazionale
Con la nazionale maggiore della Danimarca ha partecipato a cinque edizioni dei mondiali, una di gruppo B (1999) e quattro élite (2004, 2005, 2006 e 2007).
In precedenza aveva militato anche nelle nazionali giovanili, vantando presenze a due mondiali Under 18 (entrambi di gruppo B), e tre mondiali Under 20 (due di gruppo C ed uno di gruppo B).

## Palmarès

### Club
- Superisligaen: 1

Rødovre: 1998-1999
- Coppa di Danimarca: 1

Rødovre: 2007-2008